# 鲍勃·洛夫
罗伯特·洛夫（英語：Robert Love，1942年12月8日—2024年11月18日），美国NBA联盟前职业篮球运动员。他在1965年的NBA选秀中第4轮第33顺位被辛辛纳提皇家选中。